# Dobromierz
Pour l’article homonyme, voir Dobromierz (Sainte-Croix).
Dobromierz est un village et un chef-lieu de commune rurale dans le powiat świdnicki, en Basse-Silésie, en Pologne. Autrefois nommé Hohenfriedberg, connu surtout pour la Bataille de Hohenfriedberg.

## Histoire

### Récente
Jusqu'en 1945, le village (Hohenfriedberg) faisait partie de l'arrondissement de Jauer du district de Breslau, en Basse-Silésie. En 1939, le bourg comptait 1 074 habitants.

### Armes
Les armes de la commune remonteraient en 1409, à Venceslas Ier du Saint-Empire, d'où le double W séparé d'une flèche.

### Tableau historique
- 1289: première mention du curé du village slave de Schweinz (Swenz) ; ce village deviendra ensuite le bourg de Friedeberg.
- 1307: première mention du curé de "Vrideberch"
- 1317: construction du bourg au milieu de la forêt
- vers 1409: Friedeberg obtient le statut de "ville". Ce statut est accordé au XVe siècle à un certain nombre de lieux de marché.
- 1602: un grand incendie
- 1634: Nikolaus von Czettritz, doit se cacher des Suédois à Friedeberg ; en remerciement de l'accueil, il fait construire à frais nouveaux une église paroissiale dédiée à l'archange saint Michel.
- 10 avril 1683: un autre incendie détruit le bourg, à l'exception de l'église.
- 1711: construction d'un nouvel hôtel de ville de style baroque
- 1716: le comte Ferdinand de Nimptsch rachète toutes les propriétés de Friedeberg et entreprend la construction d'un nouveau château
- 1727: inauguration du palais baroque de von Nimptsch
- 1742: à la suite de la première guerre de Silésie, que l'on peut considérer comme un front de la guerre de Succession d'Autriche, la Silésie est rattachée à la Prusse
- 1743: après un incendie de l'hôtel de ville, les Protestants en rachètent les ruines pour y reconstruire une maison de prière
- 1745: au cours de la seconde guerre de Silésie, bataille de Hohenfriedberg le 4 juin, autour du bourg, entre Prussiens et Saxons
- 1793: le curé catholique Peter Stelzer fonde un hôpital (catholique)
- 1797: Stelzer fait construire une tour à l'église paroissiale
- 1804: 13 juin: une inondation des eaux de la Striegau détruit toute la ville
- 1805: famine due à la mauvaise moisson
- 1806 - 1807: Hohenfriedeberg a 500 habitants, qui doivent nourrir 4 475 soldats en garnison et fournir un impôt de 6 000 thaler
- 1809: du fait de la réforme de l'administration prussienne de 1807 ont lieu à Hohenfriedeberg les premières élections municipales
- 1818 : Hohenfriedberg intègre de l'arrondissement de Bolkenhain dans le district de Liegnitz au sein de la province de Silésie
- 3 janvier 1827 : nouvel incendie, où disparaît l'église évangélique (auparavant bâtiment communal). De toute l'Allemagne et même de Hollande viennent des secours pour contribuer à la reconstruction de la ville dont le nom se répand en toute l'Europe. L'apparence actuelle du lieu remonte à ce chantier de reconstruction.
- 1828-1832: construction de la nouvelle église évangélique dédiée aux saints apôtres Pierre et Paul, selon un projet de Karl Friedrich Schinkel dans le style classique
- 1835: le premier aqueduc est mis en place
- 1845: le conseil de la ville décide d'édifier un monument en mémoire de la bataille de Hohenfriedberg sur le Galgenberg, maintenant appelé Siegeshöhe.
- 1909: construction d'un nouvel hôtel de ville (qui abrite la poste et la Police jusqu'à aujourd'hui)
- 1929: un château d'eau est mis en route, la ville entière jouit de l'eau courante
- 1975: l'église autrefois évangélique devient l'église paroissiale catholique
- depuis 2002: Restauration du fort par un propriétaire privé

## Remarques
Le village est flanqué au sud d'une retenue d'eau.